# 战争的回响
《战争的回响》（Echoes of War）是一部由暴雪娱乐授权发行的管弦乐版本游戏音乐专辑。专辑由来自澳大利亚的卓越交响管弦乐团（Eminence Symphony Orchestra）演奏，收录了暴雪娱乐的著名游戏作品《魔兽争霸》、《魔兽世界》、《星际争霸》及《暗黑破坏神》的管弦乐团演奏版本。同时，这部专辑的内容还包括了尚未发行的《星际争霸II》三部曲及《暗黑破坏神III》和《魔兽世界：巫妖王之怒》中的主题音乐。
本部专辑于2008年11月1日发售，标准版售价$29.95，传奇典藏版售价$49.95。标准版共包含15条音轨，具体列表参见下方。此外，“传奇典藏版”更额外收录了一张DVD，内容包括《战争的回响》专辑制作幕后花絮、来自日本的作曲家大谷幸谈论《暗黑破坏神III》的内容，以及一本32页彩色小册子、九张专属明信片。

## 创作过程
《战争的回响》是对远古战争的复述，通过精心地编排，将过去十年间暴雪最优秀的音乐作品呈现给玩家。本张专辑的灵感来自于先前在iTunes上所发售的《魔兽世界》音乐曲目。这些曲目意外的获得了许多玩家的支持与购买，因此暴雪娱乐萌生了打造本章专辑的灵感。
卓越交响管弦乐团负责进行制作。他们邀请了数位作曲家以对游戏的原声音乐加以重新编排，其中包括暴雪娱乐音乐总监羅素·布勞爾。

## 评论
卓越交交响管弦乐团创办人由良浩明：
|  | 我们希望将音乐从游戏中带自人们的心中，使他们能仔细倾听，没有冲突造成的刀剑杂音，更没有溅射的尸体及鬼魂。我们期望在游戏音乐中添加许多属于我们的特色，因为暴雪娱乐的音乐实在太经典了，所以我们很小心翼翼的在进行添加特色的动作。 |

暴雪游戏玩家、音乐爱好者：
|  | 音乐是许多人生活中相当重要的休闲娱乐，通过音乐的开放购买，让他们在上班、下班的回家路上，也能收听《魔兽世界》的音乐，直到回家后马上迫不及待打开电脑登入《魔兽世界》，展开一场属于自己的史诗故事旅程。 |

## 曲目列表
| 《战争的回响》曲目列表〖Disc I〗 | 《战争的回响》曲目列表〖Disc I〗                          | 《战争的回响》曲目列表〖Disc I〗 |
| 曲序                             | 曲目                                                      | 时长                             |
| -------------------------------- | --------------------------------------------------------- | -------------------------------- |
| 1.                               | Journey to Kalimdor（卡利姆多的旅程）                     | 4:06                             |
| 2.                               | Eternity's End（永恒的结局）                              | 2:41                             |
| 3.                               | A Tenuous Pact（脆弱的和约）                              | 7:41                             |
| 4.                               | Anar'alah Belore（太阳的光耀）                            | 5:14                             |
| 5.                               | The Betrayer and The Sun King（背叛者与太阳王）           | 6:51                             |
| 6.                               | The Visions of the Lich King Overture（巫妖王的预见序曲） | 8:41                             |
| 总时长：                         | 总时长：                                                  | 35:14                            |

01-02为The Third War Symphony（《第三次战争交响曲》），来自《魔兽争霸III》）；
03-06为The Shadow of the Legion Symphony（《军团阴影交响曲》），来自《魔兽世界》、《魔兽世界：燃烧的远征》以及《魔兽世界：巫妖王之怒》）
| 《战争的回响》曲目列表〖Disc II〗 | 《战争的回响》曲目列表〖Disc II〗              | 《战争的回响》曲目列表〖Disc II〗 |
| 曲序                              | 曲目                                           | 时长                              |
| --------------------------------- | ---------------------------------------------- | --------------------------------- |
| 1.                                | No Matter the Cost（不惜一切）                 | 5:42                              |
| 2.                                | En Taro Adun（吾神万岁）                       | 4:07                              |
| 3.                                | Eradicate and Evolve（毁灭与进化）             | 6:33                              |
| 4.                                | Victorious but not unscarred（伤痕累累的胜利） | 5:15                              |
| 5.                                | The Hyperion Overture（亥伯龙号序曲）          | 5:18                              |
| 6.                                | The Eternal Conflict（永恒的争战）             | 6:35                              |
| 7.                                | Legacy of Terror（恐惧的遗迹）                 | 5:26                              |
| 8.                                | Children of the Worldstone（世界石的孩子）     | 7:54                              |
| 9.                                | Last Angel (BONUS)（最后的天使，附赠曲目）     | 7:42                              |
| 总时长：                          | 总时长：                                       | 54:32                             |

01-05为The Third War SymphonyThe Koprulu Symphony（《克普鲁星区交响曲》），来自《星际争霸》、《星际争霸：幽灵》以及《星际争霸II》；
06-09为The Symphony of Sanctuary（《庇护界交响曲》），来自《暗黑破坏神》系列